# Armando Martínez (Radsportler)
Armando Martínez Aparicio (* 28. Dezember 1931 in Zacapu, Michoacán; † 7. Juni 1969) war ein mexikanischer Radrennfahrer.

## Sportliche Laufbahn
Martínez war im Straßenradsport aktiv und Teilnehmer der Olympischen Sommerspiele 1960 in Rom. Im Mannschaftszeitfahren belegte Mexiko mit Armando Martínez, Filiberto Mercado und Luis Zárate den 24. Platz.